# Барвиха (санаторий)
«Барви́ха» — санаторий, расположенный на Рублёво-Успенском шоссе в посёлке Барвиха в Одинцовском городском округе Московской области, вблизи усадьбы Мейендорф. Первая очередь санатория по проекту Б. М. Иофана была начата постройкой в 1929 году и открыта в 1934 году.

## История

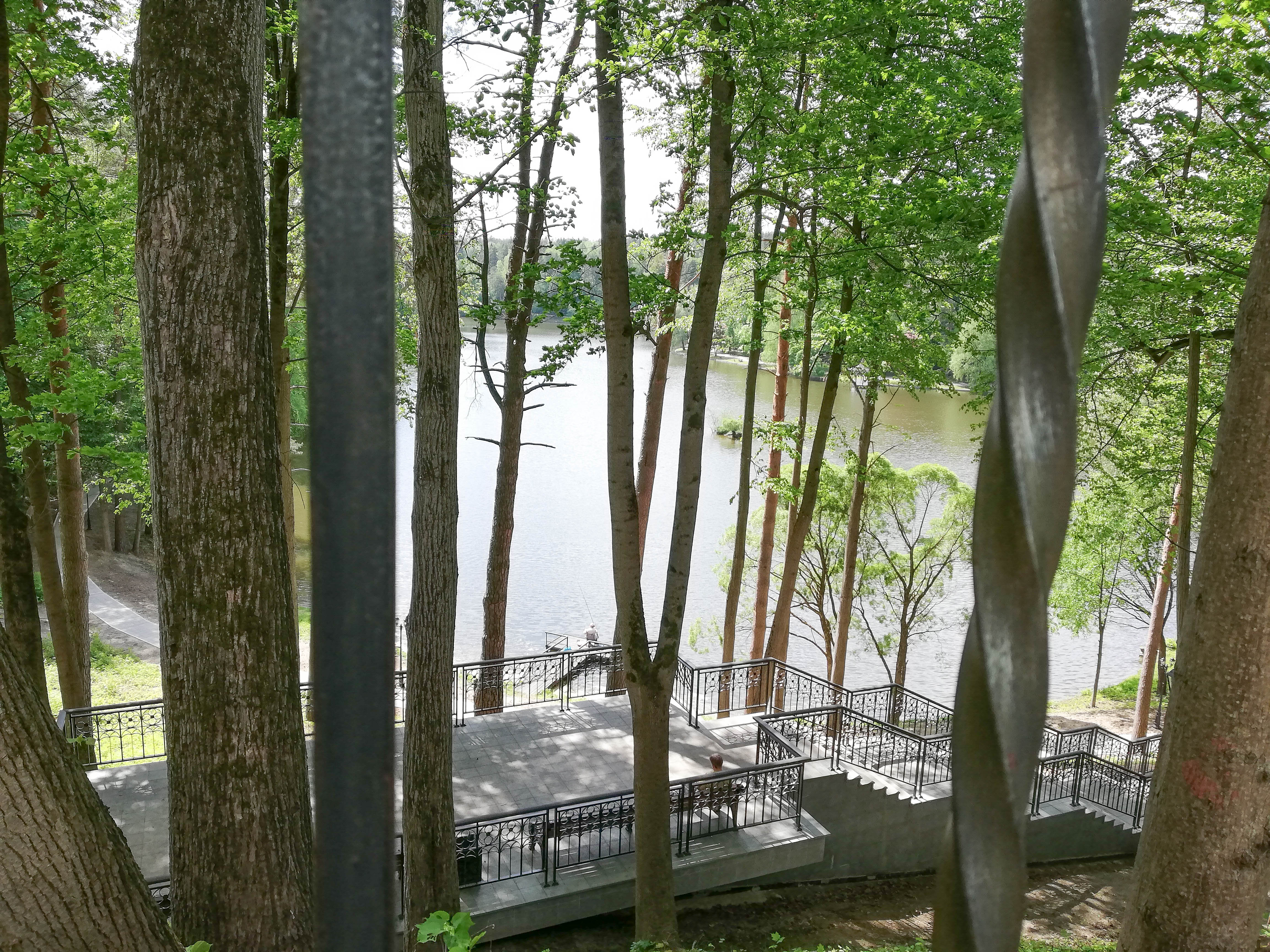
В парке санатория

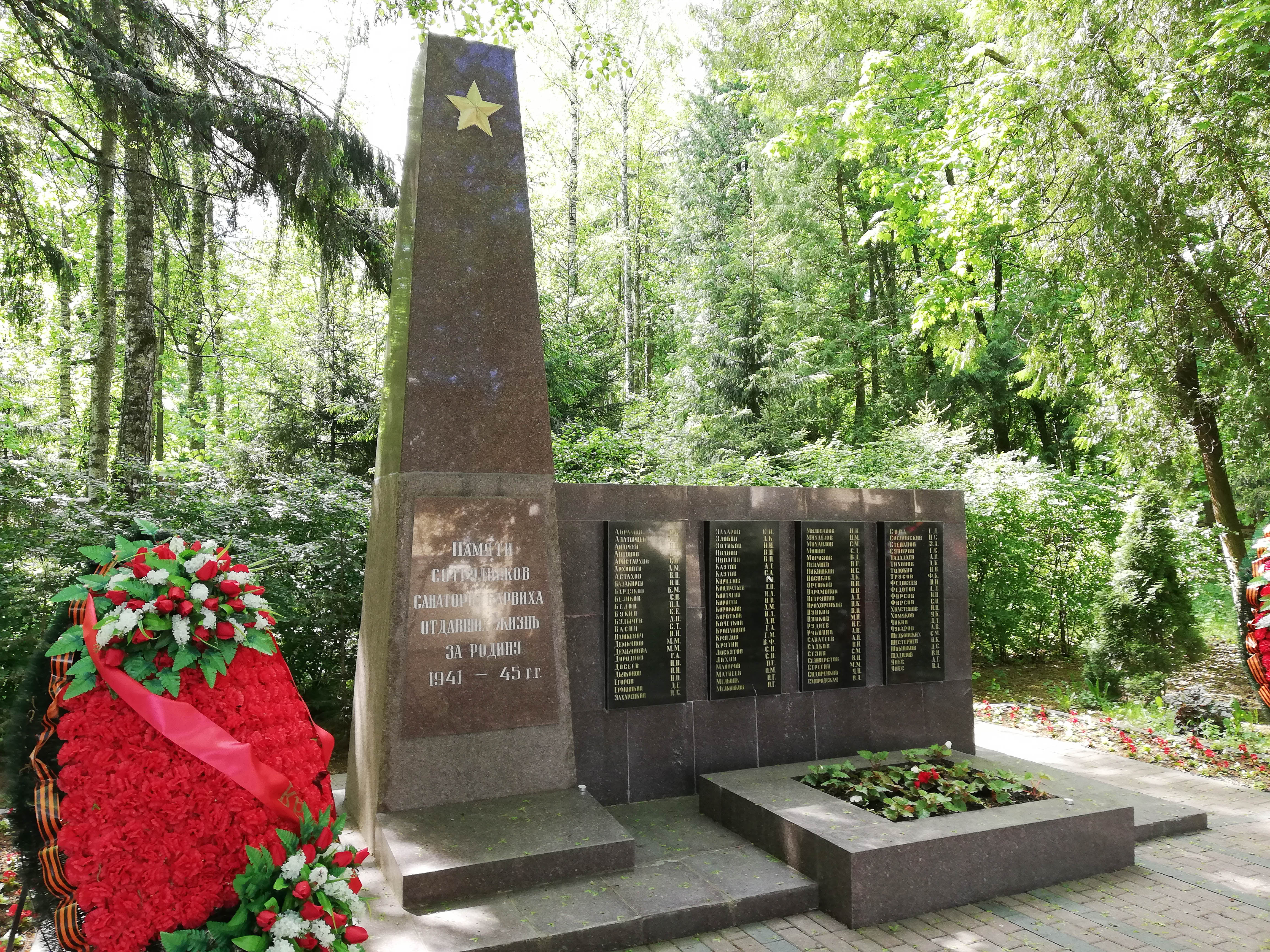
Памятник сотрудникам санатория, погибшим в годы Великой Отечественной войны

В годы Великой Отечественной войны в санатории располагались несколько госпиталей: ППГ-505, АППГ-2305, ЭГ-2963, ЭГ-3026. На территории сохранились захоронения воинов, умерших от ран в этих госпиталях.
Памятник, посвященный сотрудникам санатория, погибшим в годы войны, находится в посёлке Барвиха.

## Известные личности в Барвихе
- Андронов, Александр Александрович[3]
- Понтрягин, Лев Семёнович[3]
- Фадеев, Александр Александрович[4]
- Курчатов, Игорь Васильевич